# رشيد أمقران
رشيد أمقران هو كاتب جزائري وخطيب بمجال تطوير الذات له عدة كتب ومقالات من بينها رواية خيانة:الوجه الأسود للحب  وكتاب بذور النجاح حاليا يشغل منصب المدير العام لمؤسسة سمارثيك للإستشارات بمدينة نيويورك الأمريكية.